# 上尾市福祉会館事件
上尾市福祉会館事件（あげおしふくしかいかんじけん）とは労組幹部の葬儀に地方自治体の公の施設を利用するのを拒否されたことで国家賠償請求を求めた事件。日本国憲法第21条が規定する集会の自由が問われた裁判となった。

## 概要
1989年12月2日にJR総連総務部長（当時47歳）が埼玉県大宮市の自宅近くで5、6人の男からハンマーのようなもので殴りつけられ、搬送先の病院で死亡した。直後に革労協が機関紙で犯行を自認する犯行声明を出した。
JR総連は総務部長を追悼するためにJR東日本と合同葬を計画し、埼玉県上尾市にある上尾市福祉会館（現:上尾市文化センター）の1990年2月2日における使用を上尾市に申し込んだ。しかし、新聞報道ではJR総連総務部長殺害事件は「対立セクトによる内ゲバ事件」と報道されたことから、上尾市は「住民に不安を与える」として会館使用を拒否した。JR総連は上尾市福祉会館での開催を諦めて1990年1月27日に東京都千代田区の日比谷公会堂で合同葬を行った。
JR総連は上尾市の不許可処分は正当な理由のないとして上尾市に100万円の国家賠償を求める訴訟を起こした。
1991年10月11日に浦和地裁はJR総連の請求を認め、上尾市に22万9000円の支払いを命じる判決を言い渡した。上尾市は控訴し、1993年3月30日に東京高裁は「合同葬の際に妨害があり、混乱するかもしれないと市側が心配したことは根拠のないものではなく、不許可処分が違法だったとはいえない」として一審判決を取り消し、JR総連の請求を棄却する判決を言い渡した。JR総連は上告した。
1996年3月16日に最高裁は「公的施設の管理者が正当な理由もないのにその利用を拒否するときは、憲法が保障する集会の自由の不当な制限につながる恐れがある」と指摘した上で、会館の使用を拒否できる理由を「会館の管理上支障があると認められるとき」とした市条例の解釈について「許可権者の主観で予測されるだけでなく、客観的な事実に照らして具体的に明らかに予測される場合に初めて不許可が許される」とし、JR総連に敵対する者から妨害する等して混乱を引き起こす恐れがあったとは考え難いとの判断を示し、上尾市の措置は情勢の解釈適用を誤ったもので違法とし、東京高裁に差し戻した。
差し戻し控訴審において東京高裁は1996年9月25日に「合同葬の際にまで組合に敵対する者が妨害して混乱が生ずる恐れがあったとは考えられない。警備が必要というだけで、管理上の支障が生じるとは言えない。」「不許可処分は条例の解釈適用を誤った違法なもの」として上尾市に22万9000円の賠償を命じた一審判決を支持して市の控訴を棄却する判決を言い渡した。

## その他
- 死亡したJR総連総務部長は1962年に日本国有鉄道に入社し、大宮機関区の機関助士を務め、昭和40年代に動労大宮支部の書記長となり、職場の管理者に暴力をふるって国鉄を懲戒免職となり、その後は動労の専従組合員となり、1985年から国鉄分割民営化の議論が本格化した頃より動労の後継であるJR総連の幹部の腹心で、1987年8月からJR総連総務部長を務めていた[8][9]。